# 竜母伝説

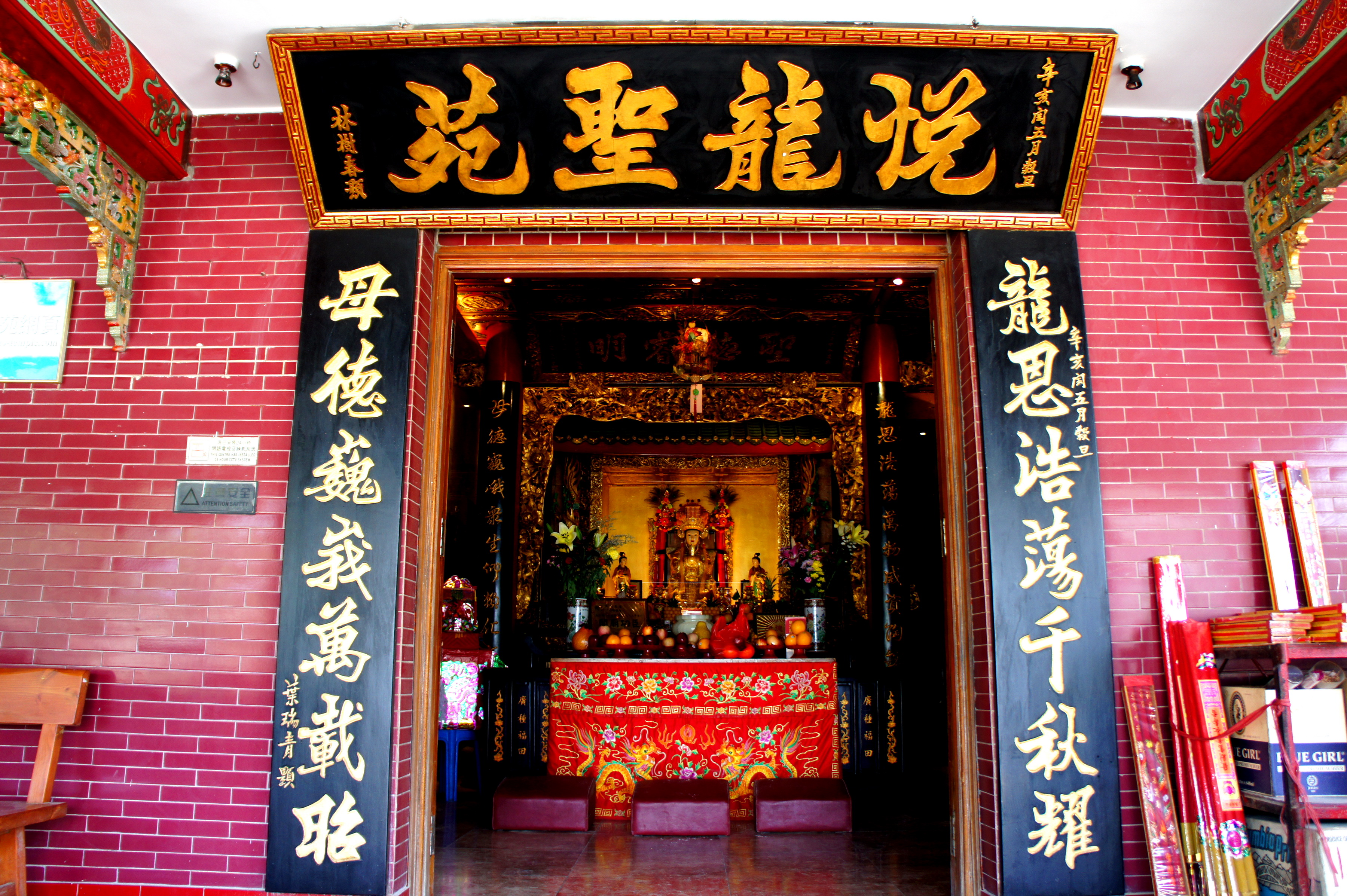
竜母廟（香港）

竜母伝説（りゅうぼでんせつ）とは中華人民共和国の伝承群である。主に始皇帝伝承と白族伝承の2つがある。

## 概要
秦の始皇帝伝承の場合、竜母伝説は干ばつと戦った5匹の竜の母を祭ったことに由来する。
一方、雲南省には白（ペー）族緑桃村に伝わる以下の竜母伝説がある。
緑桃村はかつて緑濤村と呼ばれていた。ある日、一人の娘が芝刈り作業の途中で喉が渇き、見つけた桃を食べたところ、間もなく妊娠した。娘は生まれた男の子を山中に捨てたが、心配して見に行くと、大蛇が男の子に食べ物を与えていた。娘が見ている間にも男の子が成長していくが、娘は男の子を家に連れ帰った。
男の子は1年もしないうちに13歳ぐらいの体格になり、母をよく手伝った。ある日男の子は、淵の水が生温かいことに気付き「この淵にいる竜は病気だ」と言った。とたん湖から大男が姿を現し、竜を治せるかと尋ねた。男の子が肯定すると竜宮に招かれ、さっそく煎じた薬草で竜王の病を治した。
竜宮への滞在を許された男の子はあちこちを見て回り、竜王の黄色の竜袍を見つけた。男の子がこれを着るとたちまち小さい黄竜に変化した。これを知った竜王は怒り処罰しようとしたが、大男が「湖にいて水を溢れさせる困り者の黒竜を退治させてはどうか」と取りなしたため、処罰は保留になった。
こうして小黄竜は黒竜と戦ったが、全くの互角で決着がつかない。小黄竜は男の子の姿に戻って事の顛末を母に伝えた。すると母は、黒竜と戦う時に饅頭と石を持っていき、小黄竜が空腹になれば饅頭を、黒竜が口を開けたら石を放り込む、と言った。こうして2度目の戦いになり持久戦に持ち込んだ小黄竜は、母の助力もあって黒竜を弱らせて片方の角と眼に損傷を与えた。黒竜は天生橋に穴を開けて逃げ込んだ。この戦いの後、湖は穏やかになり溢れることはなくなった。
小黄竜は湖に住むこととし、毎年母の誕生日に母を訪問した。訪問時には雨が降ったため、人々はこの雨が降ると田植えを始めるようになったという。また、竜母が桃を食べたことにちなんで、村の名前を緑桃村と改めたという。